# Mulchén

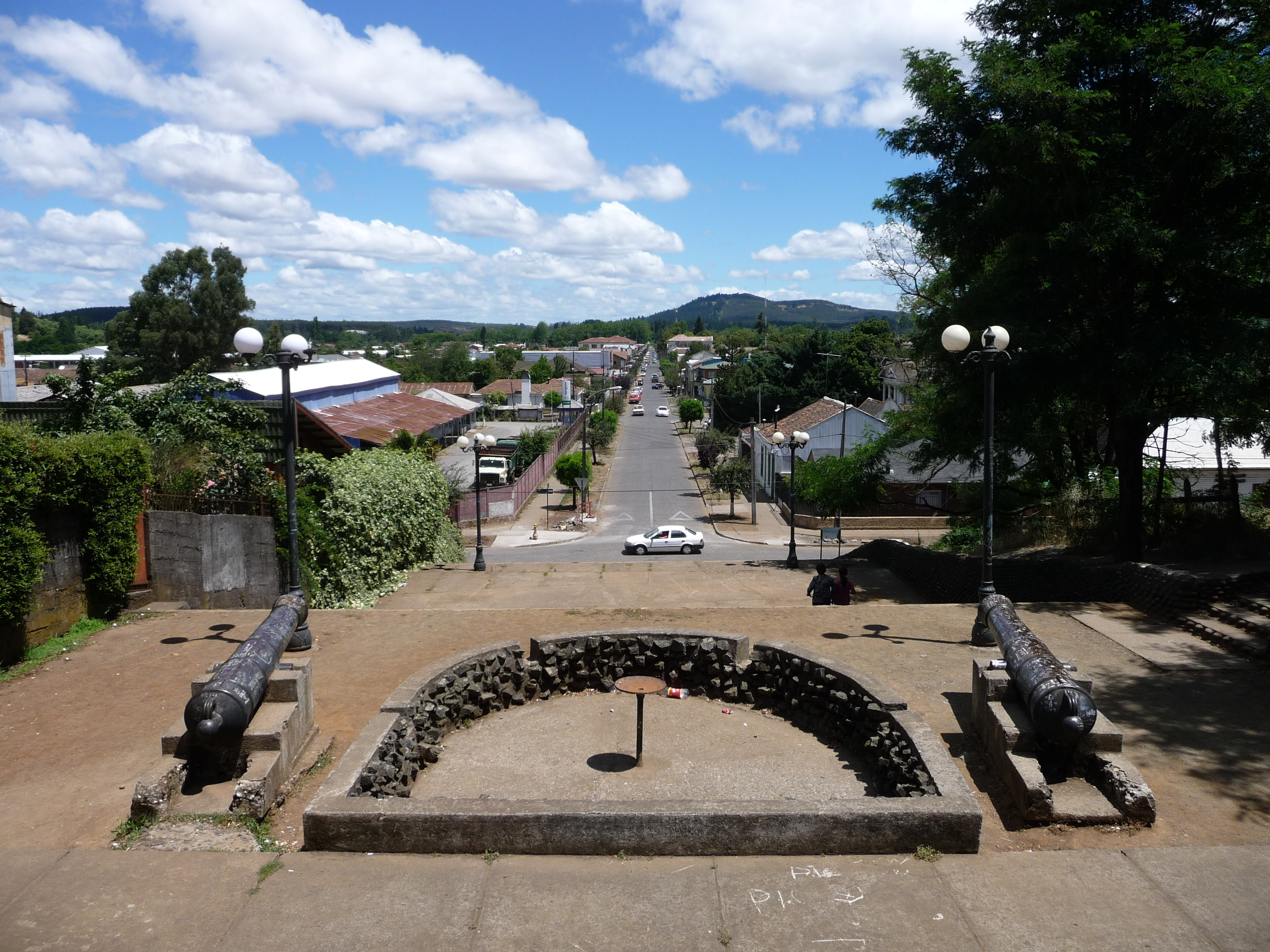
Blick vom Konvent San Francisco

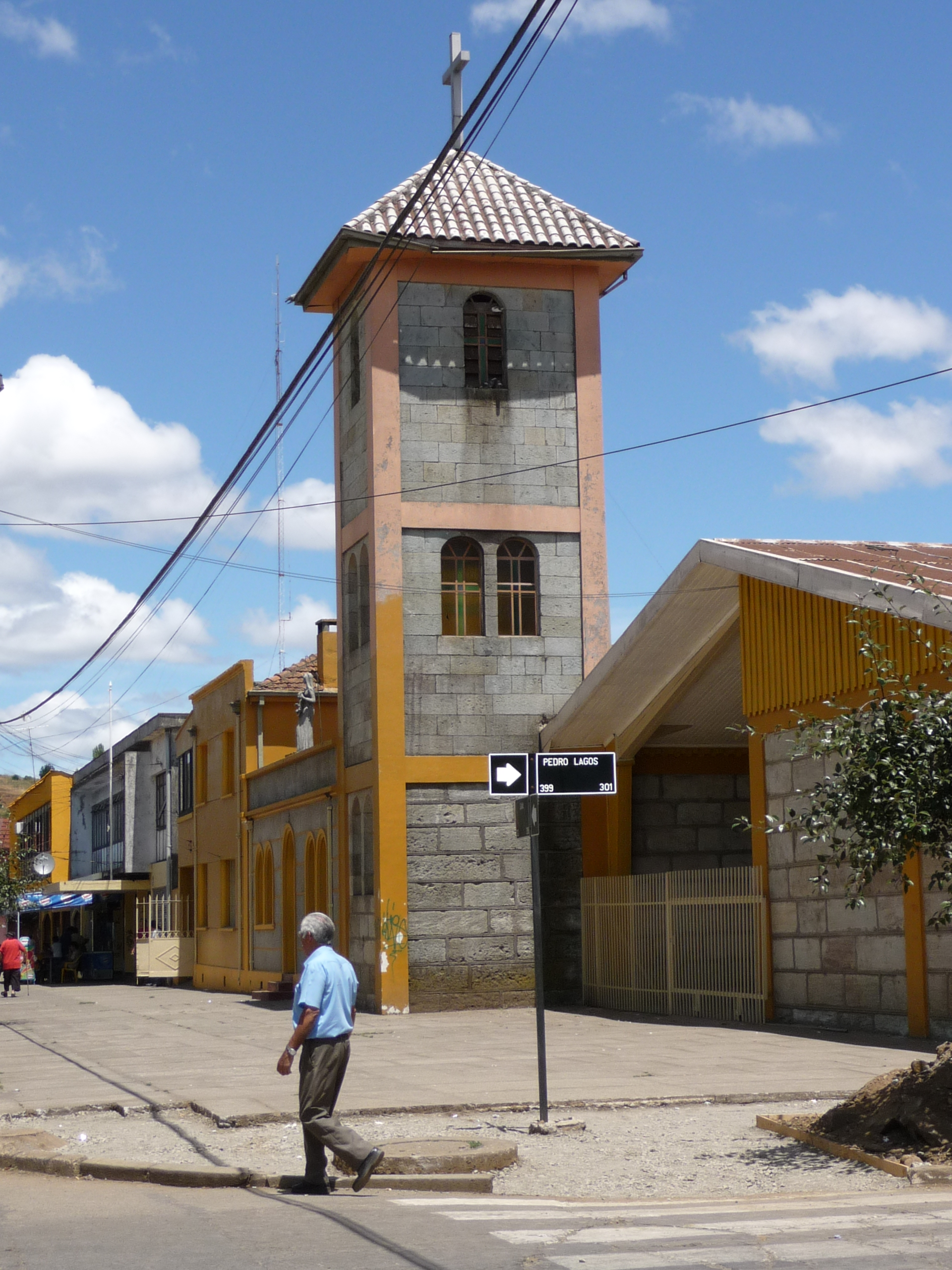
Der Kirchturm der Parroquia San Esteban in Mulchén

Mulchén, ist eine Stadt in Chile in der Región del Bío-Bío. Sie liegt ca. 125 km südöstlich von Concepción und ca. 29 km südlich von Los Ángeles (Chile) entfernt. Mulchén hat rund 29.000 Einwohner (Zensus 2002) und eine Ausbreitung von ca. 1925 km². Sie liegt auf etwa 116 m über dem Meeresspiegel.
Der Fluss Rio Bureo mäandert um den Westen, Norden und Osten der Stadt. Südlich der Ansiedlung befindet sich der kleinere Fluss
Rio Mulchén.
Die Stadt liegt am Highway Nr. 5, der Panamericana Sur.

## Geschichte
Die Stadt wurde am 30. November 1875 unter dem Namen Mulchén gegründet.

## Persönlichkeiten
- Carlos Labrín (* 1990), Fußballspieler
- Yerko Urra (* 1996), Fußballspieler